# 割田康彦
割田 康彦（わりた やすひこ、1968年2月28日 - ）は、日本のソングライター・編曲家、音楽プロデューサー、ラジオパーソナリティ。群馬県中之条町出身。O型。

## 概要
中之条町立第一小学校（現：中之条町立中之条小学校）入学（途中3年間シンガポール日本人学校）、中之条町立第一小学校卒業。
中之条町立第一中学校（現：中之条町立中之条中学校）卒業（吹奏楽部）。群馬県立渋川高等学校卒業（吹奏楽部部長：ユーフォニウム）。日本大学藝術学部映画学科中退。
1990年、林哲司に認められ、日本大学藝術学部在学中に作曲家としてデビュー。1990〜1991年、林が代表を務めるサムライ･ミュージック･コーポレーションに所属。
1992〜1993年、作曲家を休業。
約1年間に及ぶ海外放浪（オーストラリア、 東南アジア）を経て、1994年、須藤まゆみと共にユニット「東京Qチャンネル」で東芝EMIよりデビュー。シングル8枚、アルバム2枚を発表（その他にベスト盤1枚、自主制作盤2枚）。
ラジオレギュラー番組「ラジオニアンQ殿（FM愛知）」「パワーレボリューション（FM仙台）」「チューニング・オン（FM横浜）」では自ら番組の構成演出を担当し、独自の笑いの世界を追求。
東京Qチャンネル活動休止後、株式会社レッドロック（研音グループ）に入社。音楽プロデューサー兼ディレクター兼作曲家兼編曲家として主に研音所属アーティストの作品に携わる。
2007年、研音退社後、音楽家仲間と共に株式会社レイヴンジャムファクトリーを設立し、代表取締役社長に就任。ピアニスト清塚信也のプロデュース・マネジメントを開始。
2010年、株式会社レイヴンジャムファクトリー解散と共に、株式会社フライングペンギンズにチーフ・プロデューサーとして参画、のちに取締役に就任。「必要の都度、作曲家・編曲家に変身」のスタンスで、俳優・脚本家であるマギー、放送作家・演出家の福田雄一の演劇舞台作品に多く携わるほか、音楽プロデュースを中心に活動を展開。
2011年、故郷である群馬県中之条町からの依頼により、同町の公式イメージソング「なかのじょうのうた」の作詞・作曲・編曲・プロデュースを手掛け、ジャズシンガーRyu Mihoによるピアノ伴奏VerおよびボサノバVer、中之条町民有志による町民Verなど全7バージョンを制作。2012年3月CD完成。「日本で最もオシャレな町のうた」としてメディアに取り上げられる。
2013年より「作曲講座」及び「作詞家・作曲家ワークショップ」を本格始動し、後進の指導にあたる。
2014年、群馬県中之条町「ふるさとアドバイザー」に就任。
2016年11月、テレビ東京系ドラマ『勇者ヨシヒコと導かれし七人』第7話にて、全ての劇中歌（ミュージカル曲）の作曲を手掛ける。
2017年4月、吉野家『菅田将暉スペシャル』TV-CM音楽を担当。同曲は同年6月からオンエアの吉野家『サラ牛』のTV-CMにも使用される。
2018年1月、フリーランスとして活動開始。同年11月、初の著書『一発で記憶に残る曲を作る! 〈9つのルール〉』を上梓。Amazon音楽メソッドカテゴリーで第1位を記録。
2020年6月、コロナ禍における密をテーマにしたコンピレーション・アルバム『密 -mitzdes-』全3シリーズを配信リリース。
2020年11月、2冊目の著書『誰も教えたがらない!キャッチーなメロディの極意48』 を上梓。Amazon歌謡曲/演歌カテゴリーで第1位を記録。
2019年1月〜2025年6月の6年半の間、レインボータウンFMにて、DTMerおよびインディーズミュージシャンの紹介に特化したラジオ番組『ミュージックテラス』の企画・編集・パーソナリティを務める。

## 作品

### 主な楽曲提供アーティスト
- 平井堅
  - the flower is you
- SMAP
  - Angelの秘密
- 光GENJI
  - 時のかけら
  - 課外授業
- Sowelu
  - AFTER ALL
- 高橋由美子
  - ぼくをぶたないで
- twill
  - merry-go-round
- ribbon
  - ハートだけがUNIVERSE
  - MOON VENUS［Jessicaのテーマ］
- マリーン
  - Turn the Lights Off
  - STAY WITH ME
- ジョビジョバ
  - ボンゴレオ（フジテレビ系「ジョビれば?」エンディングテーマ）
  - ZAN-NEN ARMY
  - ラジオ体操
  - エスパーさん
  - 家族の食卓　…and more
- 笠原弘子
  - 恋にNO RETURN!!
  - YOU & ME
  - Distance
  - 渋谷北口ラプソディ
  - 僕はいつでもLONELINESS
  - 水色の自転車
  - この河の流れに
  - CHRISTMAS SONG TO YOU…and more
- 白石涼子
  - 真冬の万華鏡（名義：橘遥香 ）
- 田中理恵
  - UNFINISHED SONG #2
  - 草笛
- ノースリーブス
  - ハートの温度（共作）
- 堀江美都子
  - ロンリー・ストレイキャット
- 福山潤
  - Growing up
- Lip's
  - 忘れずにいるから
- iORI
  - 10:30PM
- 宇都美慶子
  - KISS ME PLEASE
  - 去年の恋人
- JA-JA
  - パラダイスの確率（NTV系アニメ「機動警察パトレイバー」エンディングテーマ）
  - 君をずっと愛するだろう
- 西尾拓美
  - 憂鬱の鼓動
- こんぺいとう
  - きっとボーイフレンド
  - Oh! Please
  - ポップコーン・ハートブレイク
- 東京Qチャンネル
  - 普通の日々（TBS系ドラマ「家族A」エンディングテーマ）
  - Say! Happy Birthday（TBS系「どうぶつ奇想天外!」エンディングテーマ）
  - 最後の一撃〜Final Game,Final Round〜
  - 素直なままで恋をしようよ（フジテレビ系ドラマ「明日はだいじょうぶ」主題歌）
  - 「いつか」は今日だった（TBS系「ブロードキャスター」エンディングテーマ）
  - 僕は君が好きだよ（TBS系ドラマ「おひさまがいっぱい」主題歌）
  - 恋はVITALITY（TBS系「チューボーですよ!」オープニングテーマ）
  - PARADISE（PlayStation用ゲーム「オレっ!トンバ」オープニングテーマ）　…and more
- U-1グランプリ CASE01『取調室』音盤
  - 取調室のテーマ
  - 気配り～Midnight Jazz mix
  - 追跡のテーマ
  - 取調室のバラード　…and more
- 舞台『スマートモテリーマン講座』テーマ曲
  - イケるぞ!モテリーマン【2010】
    - 作詞：福田雄一／歌：安田顕、溝端淳平、安藤聖、川久保拓司、THE GEESE、ブラボーカンパニー

  - イケるぞ!モテリーマン【2011】
    - 作詞：福田雄一／歌：安田顕、賀来賢人、岡本玲、川久保拓司、ラバーガール、ブラボーカンパニー

  - イケるぞ!モテリーマン【2013】
    - 作詞：福田雄一／歌：安田顕、大東駿介、高畑充希、川久保拓司、アルコ&ピース、ブラボーカンパニー

  - イケるぞ!モテリーマン【2017】
    - 作詞：福田雄一／歌：安田顕、戸塚純貴、水田航生、若月佑美、シソンヌ、ブラボーカンパニー
- NHK BSプレミアム『おとうさんといっしょ 』
  - おべんとうさん
  - マネダメ ロックン・ファイヴ!
  - 2枚目の地図
- 十朱瞳
  - 愛の鎖～Dans ces bras-La～
- WOWOW『トライベッカ』劇中歌[12]
  - 責任のがれよう
  - 接待ソング
  - Oh! クレーム
  - KACHO 課長!
  - 愛妻弁当
  - アメリカン・ドリーム
    - 作詞：福田雄一／歌：井上芳雄、浦井健治、山崎育三郎、渡辺麻友、佐藤仁美、大塚千弘、ムロツヨシ、橋本さとし
- テレビ東京系『勇者ヨシヒコと導かれし七人』第7話
  - 劇中歌 ＜ミュージカル曲＞
    - 歌：山田孝之、木南晴夏、ムロツヨシ、宅麻伸、浦井健治、今拓哉、壮一帆、新妻聖子、大地真央、ほか
- コナミ『ダンキラ!!! - Boys, be DANCING!』
  - NO FEAR（片山メタノとの共同作曲）
  - 素晴らしい世界を ～ミュージカル『セブンズ・オリジン』より～
    - 歌：中西勝之、安部三博

### プロデューサー／ディレクター／ボーカルプロデューサーとして
- Sowelu
- 奥田美和子
- 市川由衣
- YeLLOW Generation
- ジョビジョバ
- 月の203号室
- AKB48
- まりもみ
- 清塚信也
- 天海祐希（For TV Program）
- 雪乃
- コナミ『ときめきアイドル』音楽制作プロデュース
- コナミ『ダンキラ - Boys, be DANCING!』音楽制作プロデュース
- ヤマハ楽器擬人化プロジェクト『MusiClavies』ドラマCDシリーズ第1弾（全5作）音楽監督
- ヤマハ楽器擬人化プロジェクト『MusiClavies』ドラマCDシリーズ第2弾（全5作）音楽監督
- コナミ『ときめきメモリアル Girl's Side 4th Heart』音楽制作プロデュース
- コナミ『ときめきメモリアル The 30th Anniversary ～forever smile～（CD）音楽制作プロデュース

### テレビ音楽（ドラマ／バラエティ）
- MBS系連続ドラマ「親孝行プレイ」（2008年10月〜12月放送）
- MBS系連続ドラマ「子育てプレイ&MORE」（2009年7月〜9月放送）
- CX系「おじさんスケッチ」（2010年10月放送）
- CX系「おじさんスケッチ2」（2011年1月放送）
- NHK BSプレミアム『おとうさんといっしょ』
  - （劇中曲：おべんとうさん、マネダメ ロックン・ファイヴ!、2枚目の地図）
- WOWOW「トライベッカ」（2016年4月〜9月放送）
  - 【出演】StarS（井上芳雄・浦井健治・山崎育三郎）、佐藤二朗、渡辺麻友、佐藤仁美、大塚千弘、ムロツヨシ、橋本さとし
- テレビ東京系『勇者ヨシヒコと導かれし七人』第7話「ミュジコ村の旋律」（2016年11月放送）
- WOWOW「福田雄一 × 井上芳雄 ☆ グリーン＆ブラックス」（2017年4月〜2018年3月放送）
  - 【出演】井上芳雄、濱田めぐみ、柿澤勇人、渡辺麻友、愛原実花、相葉裕樹、中川晃教、加藤和樹、福田雄一

### CM音楽
- 2017年4月 吉野家『菅田スペシャル』
  - 【監督】福田雄一【出演】菅田将暉、佐藤二朗
- 2017年6月 吉野家『サラ牛』
  - 【監督】福田雄一【出演】菅田将暉、佐藤二朗
- 2018年11月 吉野家『牛すき鍋膳 2018』
  - 【監督】福田雄一【出演】佐藤二朗、太賀、若月佑美、池谷のぶえ

### 映画音楽
- 2018年8月 銀魂2 掟は破るためにこそある
  - 【監督】福田雄一【出演】小栗旬、菅田将暉、橋本環奈、柳楽優弥、三浦春馬ほか
    - （音楽制作協力として1曲のみ提供）[4]

### 舞台音楽
2000年（平成12年）
- 3月、ジョビジョバ「Monkey Circle」＠青山円形劇場
  - 【出演】ジョビジョバ

2002年（平成14年）
- 2月、ジョビジョバ・シークレットライヴ「ジョビジョバ1st Collection」＠渋谷ON AIR WEST
  - 【出演】ジョビジョバ

2007年（平成19年）
- 3月、U-1グランプリ CASE01『取調室』＠新宿THEATER/TOPS
  - 【出演】マギー、つぐみ、八十田勇一、佐藤二朗、平成ノブシコブシ、福田雄一

2008年（平成20年）
- 6月、U-1グランプリ CASE02『厨房』＠新宿THEATER/TOPS
  - 【出演】マギー 、春海四方、小松和重、長谷川朝晴、原史奈、上地春奈、福田雄一

2009年（平成21年）
- 11月、シス・カンパニー公演『バンデラスと憂鬱な珈琲』＠世田谷パブリックシアター
  - 【出演】堤真一、段田安則、高橋克実、小池栄子、高橋由美子、村杉蝉之介、中村倫也

2010年（平成22年）
- 4〜5月、U-1グランプリ CASE03『職員室』＠赤坂RED/THEATER
  - 【出演】マギー、六角慎司、ムロツヨシ、野波麻帆、植木夏十、山西惇、福田雄一
- 8月、スマートモテリーマン講座【2010】＠草月ホール
  - 【出演】溝端淳平、安田顕、安藤聖、川久保拓司、THE GEESE、ブラボーカンパニー

2011年（平成23年）
- 10月、スマートモテリーマン講座【2011】＠天王洲銀河劇場、森ノ宮ピロティホール
  - 【出演】賀来賢人、安田顕、岡本玲、川久保拓司、ラバーガール、ブラボーカンパニー

2012年（平成24年）
- 4〜5月、U-1グランプリCASE04『宇宙船＜スペースシップ＞』＠赤坂RED/THEATER
  - 【出演】マギー、池谷のぶえ、高橋真唯、ジューシーズ、坂田聡、福田雄一

2013年（平成25年）
- 1〜2月、スマートモテリーマン講座【2013】＠天王洲銀河劇場、梅田芸術劇場シアター・ドラマシティ、福岡キャナルシティ劇場
  - 【出演】大東駿介、安田顕、高畑充希、川久保拓司、アルコ&ピース、ブラボーカンパニー

2014年（平成26年）
- 2月、舞台『祝女 ～shukujo～』（NHK人気コメディ番組の舞台化）＠天王洲銀河劇場、サンケイホールブリーゼ
  - 【出演】友近、大久保佳代子、YOU、市川実和子、佐藤めぐみ、入山法子、早織、入江雅人、永岡佑、川久保拓司
- 4〜5月、U-1グランプリ CASE05『ジョビジョバ』＠赤坂RED/THEATER
  - 【出演】マギー、石倉力、木下明水、坂田聡、長谷川朝晴、六角慎司、福田雄一
- 5〜6月、乃木坂46公演『16人のプリンシパル trois』＠赤坂ACTシアター
  - 【出演】乃木坂46

2015年（平成27年）
- 1〜2月、シソンヌ ライブ【03】[trois]＠赤坂RED/THEATER
  - 【出演】シソンヌ（じろう／長谷川忍）
- 5〜6月、シソンヌ]ライブ【04】[quatre]＠恵比寿・エコー劇場
  - 【出演】シソンヌ（じろう／長谷川忍）
- 11月〜12月、シス・カンパニー公演『才原警部の終わらない明日』＠世田谷パブリックシアター
  - 【出演】堤真一、小池栄子、勝地涼、清水富美加、鈴木浩介、上地春奈、池谷のぶえ、志賀廣太郎
- 12月、シソンヌ ライブ【01】[une]（再演）＠赤坂RED/THEATER
  - 【出演】シソンヌ（じろう／長谷川忍）
- 12月、シソンヌ ライブ【02】[deux] （再演）＠赤坂RED/THEATER
  - 【出演】シソンヌ（じろう／長谷川忍）

2016年（平成28年）
- 1月、シス・カンパニー公演『才原警部の終わらない明日』＠梅田芸術劇場シアター・ドラマシティ
  - 【出演】堤真一、小池栄子、勝地涼、清水富美加、鈴木浩介、上地春奈、池谷のぶえ、志賀廣太郎
- 7月、シソンヌ ライブ【05】[cinq]＠本多劇場、石川県教育会館、大阪テイジンホール
  - 【出演】シソンヌ（じろう／長谷川忍）

2017年（平成29年）
- 4月、シソンヌ ライブ【06】[six]＠本多劇場
  - 【出演】シソンヌ（じろう／長谷川忍）
- 5月、ジョビジョバ ライブ『Keep On Monkeys』＠品川プリンス クラブeX
  - 【出演】ジョビジョバ（マギー、長谷川朝晴、坂田聡、六角慎司、木下明水、石倉力）
- 11〜12月、スマートモテリーマン講座【2017】＠かめありリリオホール、愛媛県西条市総合文化会館、広島県JMSアステールプラザ 、岩手県民会館、青森県弘前市民会館、札幌市道新ホール 、仙台電力ホール、福岡国際会議場メインホール、大阪市シアター・ドラマシティ、名古屋市ウインクあいち、静岡市清水文化会館マリナート、天王洲 銀河劇場
  - 【出演】安田顕、戸塚純貴、水田航生、若月佑美、シソンヌ、ブラボーカンパニー

2018年（平成30年）
- 8月、シソンヌ ライブ【07】[sept]＠赤坂RED/THEATER
  - 【出演】シソンヌ（じろう／長谷川忍）
- 12月、松竹喜劇『有頂天団地』＠新橋演舞場
  - 【出演】渡辺えり、キムラ緑子、鷲尾真知子、広岡由里子、笹野高史 ほか

2019年（平成31年／令和元年）
- 1月、松竹喜劇『有頂天団地』＠京都四條南座
  - 【出演】渡辺えり、キムラ緑子、鷲尾真知子、広岡由里子、笹野高史 ほか
- 4〜5月、ジョビジョバ ライブ『JOVIJOVA LIVE LET'S GO SIX MONKEYS＠品川プリンスホテル クラブeX
  - 【出演】ジョビジョバ（マギー、長谷川朝晴、坂田聡、六角慎司、木下明水、石倉力）
- 6〜7月、シソンヌ ライブ【08】[huit]＠本多劇場
  - 【出演】シソンヌ（じろう／長谷川忍）

2020年（令和2年）
- 10月、シソンヌ ライブ【09】[neuf]＠本多劇場
  - 【出演】シソンヌ（じろう／長谷川忍）
- 12月、ジョビジョバ コントライブ「One Night Monkeys Vol.1」＠山野ホール
  - 【出演】ジョビジョバ（マギー、長谷川朝晴、坂田聡、六角慎司、木下明水、石倉力）

2021年（令和3年）
- 2月、Retrial:実験室＠品川プリンスホテル クラブeX（東京公演）、COOL JAPAN PARK OSAKA WWホール（大阪公演）
  - 【出演】江田剛、松本幸大、原嘉孝、小川優（ジャニーズJr.）
- 4月、メトロンズ 第1回公演『副担任会議』＠赤坂RED/THEATER
  - 【出演】メトロンズ（しずる、ライス、サルゴリラ）
- 7月、シソンヌ ライブ【10】[dix]＠本多劇場
  - 【出演】シソンヌ（じろう／長谷川忍）
- 8月、松竹喜劇『老後の資金がありません』＠新橋演舞場
  - 【出演】渡辺えり、高畑淳子、羽場裕一、原嘉孝、松本幸大、宇梶剛士 ほか
- 9月、松竹喜劇『老後の資金がありません』＠大阪松竹座
  - 【出演】渡辺えり、高畑淳子、羽場裕一、原嘉孝、松本幸大、宇梶剛士 ほか
- 10月、メトロンズ 第2回公演『ミスタースポットライト』＠赤坂RED/THEATER
  - 【出演】メトロンズ（しずる、ライス、サルゴリラ）

2022年（令和4年）
- 5月、JOVIJOVA LIVE 2022『ZEROーnaked monkeys』＠新宿シアタートップス
  - 【出演】ジョビジョバ（マギー、長谷川朝晴、坂田聡、六角慎司、木下明水、石倉力）
- 5月、メトロンズ第3回公演『僕の大好きな最悪な飲み会』＠赤坂RED/THEATER
  - 【出演】メトロンズ（しずる、ライス、サルゴリラ）
- 5月、ダウ90000 単独ライブ「10000」 ＠渋谷ユーロライブ
  - 【出演】ダウ90000
- 8〜9月、シソンヌ ライブ【11】[onze] ＠本多劇場
  - 【出演】シソンヌ（じろう／長谷川忍）
- 11〜12月、メトロンズ第4回公演『Pump Up Boys!』＠赤坂RED/THEATER
  - 【出演】メトロンズ（しずる、ライス、サルゴリラ）

2023年（令和5年）
- 1月、松竹喜劇『老後の資金がありません』＠京都南座
  - 【出演】渡辺えり、室井滋、羽場裕一、原嘉孝、松本幸大、宇梶剛士ほか
- 2月、松竹喜劇『老後の資金がありません』＠新橋演舞場
  - 【出演】渡辺えり、室井滋、羽場裕一、原嘉孝、松本幸大、宇梶剛士ほか
- 4月、シスカンパニー公演『帰ってきたマイ・ブラザー』＠東京/世田谷パブリックシアター
  - 【出演】水谷豊、段田安則、高橋克実、堤真一、池谷のぶえ、峯村リエ、寺脇康文
- 5月、シスカンパニー公演『帰ってきたマイ・ブラザー』＠名古屋御園座
  - 【出演】水谷豊、段田安則、小林顕作、堤真一、池谷のぶえ、峯村リエ、寺脇康文
- 5月、シスカンパニー公演『帰ってきたマイ・ブラザー』＠大阪森ノ宮ピロティホール
  - 【出演】水谷豊、段田安則、高橋克実、堤真一、池谷のぶえ、峯村リエ、寺脇康文
- 5月、シスカンパニー公演『帰ってきたマイ・ブラザー』＠福岡キャナルシティ劇場
  - 【出演】水谷豊、段田安則、高橋克実、堤真一、池谷のぶえ、峯村リエ、寺脇康文
- 6月、シスカンパニー公演『帰ってきたマイ・ブラザー』＠兵庫県立芸術文化センター
  - 【出演】水谷豊、段田安則、高橋克実、堤真一、池谷のぶえ、峯村リエ、寺脇康文
- 6月、シスカンパニー公演『帰ってきたマイ・ブラザー』＠りゅーとぴあ 新潟市民芸術文化会館
  - 【出演】水谷豊、段田安則、高橋克実、堤真一、池谷のぶえ、峯村リエ、寺脇康文
- 6月、シスカンパニー公演『帰ってきたマイ・ブラザー』＠札幌カナモトホール
  - 【出演】水谷豊、段田安則、高橋克実、堤真一、池谷のぶえ、峯村リエ、寺脇康文
- 6月、シスカンパニー公演『帰ってきたマイ・ブラザー』＠仙台電力ホール【 →中止】
  - 【出演】水谷豊、段田安則、高橋克実、堤真一、池谷のぶえ、峯村リエ、寺脇康文
- 6月、シスカンパニー公演『帰ってきたマイ・ブラザー』＠ロームシアター京都
  - 【出演】水谷豊、段田安則、高橋克実、小林顕作、池谷のぶえ、峯村リエ、寺脇康文
- 7月、メトロンズ第5回公演『ホームルール』＠赤坂RED/THEATER
  - 【出演】メトロンズ（しずる、ライス、サルゴリラ）
- 7月、コント師×舞台俳優！『Why don't you SWING BY ?』＠恵比寿ザ・ガーデンホール
  - 【出演】シソンヌ、三浦宏規、原田優一、鈴木拡樹
- 11月、ダウ90000 単独ライブ「20000」 ＠ザ・スズナリ
  - 【出演】ダウ90000
- 11〜12月、シソンヌ ライブ【12】[douze] ＠本多劇場
  - 【出演】シソンヌ（じろう／長谷川忍）

2024年（令和6年）
- 1月、鍵泥棒のメソッド→リブート＠本多劇場［東京公演］
  - 【出演】望月歩、少路勇介、秋元真夏、街裏ぴんく、森本華、岩本晟夢、長谷川朝晴、鈴木杏樹
- 1月、鍵泥棒のメソッド→リブート＠森ノ宮ピロティホール［大阪公演］
  - 【出演】望月歩、少路勇介、秋元真夏、街裏ぴんく、森本華、岩本晟夢、長谷川朝晴、鈴木杏樹
- 1月、メトロンズ第6回公演『寝てるやつがいる！』＠赤坂RED/THEATER
  - 【出演】メトロンズ（しずる、ライス、サルゴリラ）
- 2〜3月、第34回下北沢演劇祭参加作品『天才バカボンのパパなのだ』＠本多劇場
  - 【出演】浦井のりひろ、佐々木崇博、かみちぃ、浅野千鶴、市川しんぺー、川面千晶、はる、西出結、メトロンズ
- 5月、サルゴリラ単独ライブ『カレー&ラーメン❷』＠渋谷ユーロライブ
  - 【出演】サルゴリラ
- 7月、JOVIJOVA 夏のコント祭りin浅草『シン・ロクタロー』＠浅草 雷5656会館
  - 【出演】ジョビジョバ（マギー、長谷川朝晴、坂田聡、六角慎司、木下明水、石倉力）
- 8月、シソンヌ ライブ【13】[douze] ＠本多劇場［東京公演］
  - 【出演】シソンヌ（じろう／長谷川忍）
- 9月、シソンヌ ライブ【13】[douze] ＠キャナルシティ劇場［福岡公演］
  - 【出演】シソンヌ（じろう／長谷川忍）
- 10月、メトロンズ第7回公演『店出す』＠赤坂RED/THEATER
  - 【出演】メトロンズ（しずる、ライス、サルゴリラ）

2025年（令和7年）
- 1月、松竹創業百三十周年★正月公演『おちか奮闘記』＠日本橋三越劇場
  - 【出演】丘みどり、三田村邦彦、河合雪之丞、松本慎也、瀬戸摩純、賀集利樹 他
- 5月、メトロンズ第8回公演『遠藤さんの叔父さんが死んだけど旅行は行きたい』＠赤坂RED/THEATER
  - 【出演】メトロンズ（しずる、ライス、サルゴリラ）
- 6月、サルゴリラ単独ライブ『カレー&ラーメン❸』＠中野ザ・ポケット
  - 【出演】サルゴリラ
- 6月、JOVIJOVA『monkeys go to the Party #1 熊本に! 全員集合!』＠熊本B.9 V1
  - 【出演】ジョビジョバ（マギー、長谷川朝晴、坂田聡、六角慎司、木下明水、石倉力）
- 7月、シソンヌ ライブ【14】[quatorze] ＠本多劇場［東京公演］
  - 【出演】シソンヌ（じろう／長谷川忍）
- 8月、シソンヌ ライブ【14】[quatorze] ＠弘前文化会館［青森公演］
  - 【出演】シソンヌ（じろう／長谷川忍）
- 8月、シソンヌ ライブ【14】[quatorze] ＠浜松市福祉交流センターホール［静岡公演］
  - 【出演】シソンヌ（じろう／長谷川忍）

### DVD・Blu-ray（舞台音楽）
- ジョビジョバ1st Collection（2002年5月発売）
- U-1グランプリ CASE01『取調室』（2007年8月発売）
- U-1グランプリ CASE02『厨房』（2008年11月発売）
- U-1グランプリ CASE03『職員室』（2010年9月発売）
- U-1グランプリ CASE04『宇宙船＜スペースシップ＞』（2012年12月発売）
- U-1グランプリ CASE05『ジョビジョバ』（2014年9月発売）
- シソンヌ ライブ【03】[trois]（2015年3月発売）
- シソンヌ ライブ【04】[quatre]（2015年9月発売）
- シソンヌ ライブ【01】[une]（2016年7月発売）
- シソンヌ ライブ【02】[deux]（2016年7月発売）
- シソンヌ ライブ【05】[cinq]（2017年4月発売）
- ジョビジョバ ライブ【Keep On Monkeys】（2017年11月発売）
- シソンヌ ライブ【06】[six]（2018年2月発売）
- シソンヌ ライブ【07】[sept]（2018年10月発売）
- シソンヌ ライブ【08】[huit]（2019年10月発売）
- ジョビジョバ ライブ【JOVIJOVA LIVE LET'S GO SIX MONKEYS】（2019年11月発売）
- シソンヌ ライブ【09】[neuf]（2021年3月発売）
- シソンヌ ライブ【10】[dix]（2022年3月発売）
- シソンヌ ライブ【11】[onze] （2023年3月発売）
- シソンヌ ライブ【12】[douze] （2024年7月発売）
- シソンヌ ライブ【13】[treize] （2025年7月発売）

### ラジオ番組テーマ曲・サウンドジングル
- FM群馬「Life Up Radio Passage」
- FM群馬「Love a go go」
- FM愛知「ラジオニアンQ殿」
- FM横浜「チューニング・オン」
- FM仙台「パワーレボリューション」
- FM岩手「Radioアルファ」
- レインボータウンFM「ミュージックテラス★WANTED」

### 著書
- 一発で記憶に残る曲を作る! 「9つのルール」（ヤマハミュージックメディア 刊）
- 誰も教えたがらない!キャッチーなメロディの極意48（リットーミュージック 刊）

### その他
- ニューウエイズ ジャパン コンベンション 2011 in 横浜【テーマ曲】
- 群馬県中之条町 公式イメージソング『なかのじょうのうた』